# Twine
Twine és una eina gratuïta i de codi obert creada per Chris Klimas per fer ficció interactiva en forma de pàgines web. Està disponible a Mac OS X, Windows i Linux.
Twine posa l'accent en l'estructura visual de l'hipertext i no requereix el coneixement d'un llenguatge de programació com fan moltes altres eines de desenvolupament de jocs. Es considera una eina que pot utilitzar qualsevol persona interessada en ficció interactiva i jocs experimentals.
Twine 2 és una aplicació basada en navegadors escrita en HTML5 i Javascript, també disponible com a aplicació d'escriptori independent; també admet CSS. Actualment es troba a la versió 2.3.5, a l’octubre del 2019.
Twine es va fer popular a l'escena de videojocs queer el 2012–2013.

## Obres notables
- Rat Chaos (2012)
- Queers in Love at the End of the World (2013)
- Depression Quest (2013)
- The Uncle Who Works at Nintendo (2014)
- The Writer Will Do Something (2015)
- Arc Symphony (2017)
- You Are Jeff Bezos (2018)

## Pel·lícules
Twine va ser utilitzat per l'escriptor Charlie Brooker per desenvolupar la pel·lícula interactiva Black Mirror: Bandersnatch.